# Ulrich Scharnow
Ulrich Scharnow (* 4. Oktober 1926 in Küstrin; † 20. Mai 1999) war ein deutscher Kapitän, Hochschullehrer für Nautik und Autor von Fachbüchern.

## Leben
Scharnow besuchte ab seinem 14. Lebensjahr die Schiffsjungenschule in Stettin. Danach fuhr er auf verschiedenen Küstenschiffen und im Zuge des Zweiten Weltkriegs auf Fahrzeugen der Reichsmarine zur See. Nach Kriegsende machte Scharnow an der Seefahrtschule Elsfleth sein Nautisches Patent A5. Es folgten rund zehn Jahre als Steuermann in der Seefahrt.

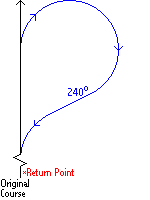
Das nach Scharnow benannte Mann-über-Bord-Manöver

Daraufhin studierte er an der Pädagogischen Hochschule Potsdam die Fächer Physische Geographie, Klimatologie, Kartographie und Pädagogik und nahm Praktika am Meteorologischen Observatorium Potsdam und am Institut für Geomagnetismus wahr. Danach begann er als Lehrer an der Seefahrtschule Wustrow. Neben der Lehrtätigkeit fuhr er als Offizier das Patent A6 aus. 1965 wurde Scharnow zum Stellvertretenden Direktor der Seefahrtschule Wustrow berufen. Er wurde 1967 promoviert und habilitierte sich 1978. An der neu gegründeten Ingenieurhochschule für Seefahrt Warnemünde/Wustrow wurde Scharnow Prorektor und Dozent und war Professor für Schiffsführung. Nach seiner Emeritierung im Jahr 1991 war er weiterhin als Dozent tätig.
Scharnow war Autor zahlreicher Fachbücher, er führte mit dem Scharnow-Turn ein international anerkanntes Mann-über-Bord-Manöver ein und entwickelte ein elektronisches Nautik-Informationssystem, das 1991 als ENCIS 1800 durch Krupp-Atlas in Lizenz produziert und 1992 mit dem Sea-Trade Award ausgezeichnet wurde.
Scharnow war Mitglied der Nautischen Kameradschaft Poseidon in Rostock, der Nautischen Kameradschaft Visurgis in Elsfleth und Ehrenmitglied des Vereins der Kapitäne und Schiffsoffiziere in Rostock.
Scharnow war zusammen mit Renate Scharnow, geborene Kretzschmar (1928–2017) sowie weiteren Mitautoren, darunter Max Oesau und Jörgen Haalck, Autor für Meteorologie und Seemannschaft sowie Leiter des Autorenkollektives und Herausgeber des Lexikon Seefahrt. Er starb am 20. Mai 1999 durch einen Unfall.

## Schriften (Auswahl)
- mit Manfred Kneisel: Ozeanographie für Nautiker. Transpress, Berlin 1961.
- Seekarte, Kompass und Radarschirm: Navigation – leicht verständlich. Deutscher Militärverlag, Berlin 1962.
- Seemannschaft. 4 Bände. Transpress, Berlin ab 1966.
- als Leiter des Autorenkollektivs: Transpress-Lexikon Seefahrt. Transpress, Berlin 1976; 5. bearb. Auflage unter dem Titel Lexikon der Seefahrt. Transpress, Berlin 1988, ISBN 3-344-00190-6.
- Laderaummeteorologie. Transpress, Berlin 1970, 2. Aufl. 1977.
- als Herausgeber: Grundlagen der Ozeanologie. Transpress, Berlin 1978.
- mit Werner Berth, Werner Keller: Wetterkunde. Grundlagen der Meteorologie. Meteorologogische Navigation. Transpress, Berlin 1965; 7. bearbeitete und erweiterte Auflage unter dem Titel Maritime Wetterkunde. 1990.